# Aphaenogaster campana
Aphaenogaster campana är en myrart som beskrevs av Carlo Emery 1878. Aphaenogaster campana ingår i släktet Aphaenogaster och familjen myror. Inga underarter finns listade i Catalogue of Life.